# Grianne Ohmsford
Grianne Ohmsford è un personaggio del ciclo Il viaggio della Jerle Shannara e di Il Druido Supremo di Shannara scritti da Terry Brooks, conosciuta in giovinezza come Strega di Ilse.

## Storia

### Il Viaggio della Jerle Shannara
Grianne nasce da una famiglia di boscaioli, erede della famosa stirpe Ohmsford, ed è sorella di Bek. A soli quattro anni salva inconsapevolmente il fratello dall'incendio che colpisce la sua casa per opera del crudele stregone Morgawr, il quale la rapisce e le fa credere colpevole dell'omicidio il druido Walker Boh. Grianne viene dunque istruita dallo stregone nelle arti della magia nera, e ben presto diventa talmente potente da contrastare il potere del maestro stesso, che la manda in cerca della "magia fatta di parole", enorme misterioso tesoro alla cui ricerca è il druido Walker con una nave di aiutanti, tra cui il giovane fratello di Grianne. La Strega di Ilse si dimostra spietata e sanguinaria, di un odio infinito verso il druido e i suoi amici, e solo alla morte di Walker nel vano tentativo di recuperare il tesoro, riesce a comprendere la verità sulle sue origine. Resasi consapevole della colpevolezza del Morgawr, si allea con il fratello Bek e aiuta lui e i suoi amici a tornare a casa e a sconfiggere lo stregone.

### Il Druido Supremo di Shannara
Grianne Ohmsford ha perso ormai il nome della Strega di Ilse insieme all'interesse per la magia nera, e ha provato a ricostituire, seguendo la volontà di Walker Boh, l'Ordine dei Druidi nella Fortezza di Paranor. Tuttavia, nonostante riesca nel suo tentativo, la sua fama la tormenta ancora, ed è malvista tra tutti i giovani adepti, esclusi pochi, nella Fortezza. L'ambiziosa Shadea a'Ru approfitta della sfiducia pubblica per esiliare segretamente Grianne nel Divieto, luogo in cui tutti i demoni dell'Età di Faerie sono rinchiusi, e per diventare capo dell'Ordine. Grianne viene soccorsa da Weka Dart, una strana creatura che le diventerà amica nell'universo sconosciuto e nemico, e che la libererà quando il capo dei demoni, Tael Riverine, la imprigionerà per farne la sua sposa. Solamente con il suo aiuto e con l'aiuto del nipote Penderrin, Grianne riuscirà a tornare a Paranor e a sconfiggere i nemici. Dopo essere riuscita nel suo intento, scioglie l'Ordine dei Druidi, lasciandolo solo a pochi adepti fedeli, e alla principessa elfa Khyber Elessedil. Come ultimo atto da Ard Rhys, Grianne convince le potenze delle Quattro Terre ad abbandonare la guerra e l'uso dei cristalli di diapso a fini bellici, e, recatasi nell'Isola del Tanequil, prende il posto della fidanzata di Pen, Cinnaminson, sacrificando così la sua vita mortale e divenendo un'aeriade.

### Lo Spettro della Strega
Grianne Ohmsford, nel terzo volume della serie Gli Oscuri Segreti di Shannara, viene liberata del suo status di aeriade e viene separata dal Tanequil. Questo ha effetti devastanti in quanto la Grianne Ohmsford che tornerà nelle Quattro terre non è la Grianne Ohmsford Ard Rhys dei Druidi ma la personificazione del male stesso, una vecchia raggrinzita di ottant'anni in cui alberga l'odio della Strega di Ilse. Essa, in un avvincente duello, sconfiggerà il signore degli Straken, Tael Riverine, e assumerà momentaneamente il controllo degli Straken nella lotta contro gli abitanti delle Quattro Terre, ma, con il rinnovamento dell'Eterea (Ellcrys), verrà imprigionata nel Divieto, in quanto lei stessa si era data l'autonomina di 'Regina degli Straken' dopo aver usurpato il posto del suo predecessore.